# Bahia (Asteraceae)
Bahia (Asteraceae) este un gen de plante din familia Asteraceae, ordinul Asterales.

## Caractere morfologice
- Tulpina

- Frunza

- Florile

- Semințele

## Specii
- Bahia absinthifolia
- Bahia ambrosioides
- Bahia bigelovii
- Bahia biternata
- Bahia dissecta
- Bahia lanata
- Bahia pedata
- Bahia schaffneri
- Bahia trolliifolia